# Grassland (Cameroun)
Pour les articles homonymes, voir Grassland.

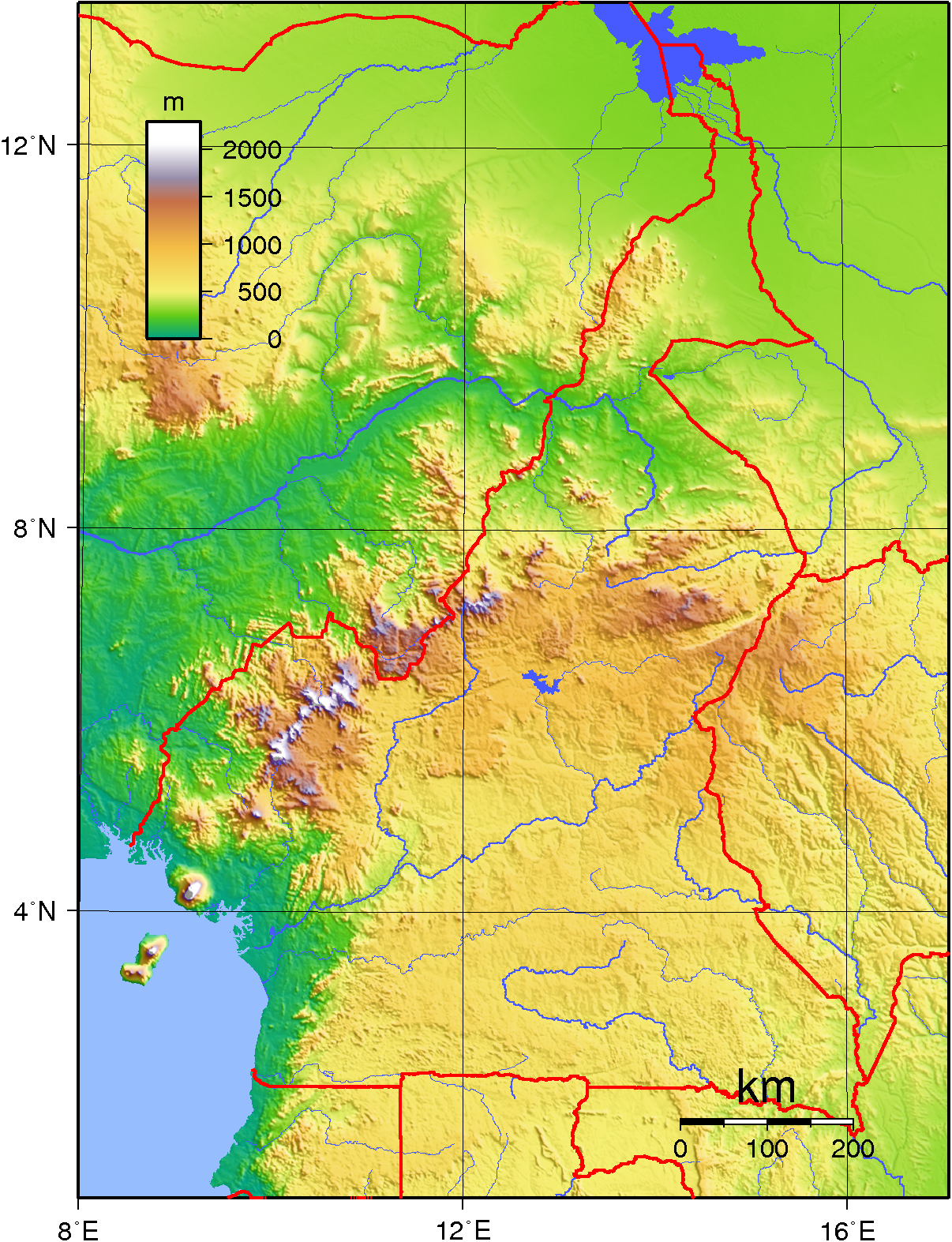
Carte physique du Cameroun

Le Grassland est la vaste région de savane des hauts plateaux volcaniques située dans l’ouest du Cameroun, étalé sur les régions du Nord-Ouest et de l'Ouest. Elle est appelée, selon les circonstances, Grassland, hauts plateaux de l'ouest, « savane camerounaise » ou même parfois « Grassfields ».
Cette zone est très peuplée : un tiers de la population camerounaise y vit, soit plus de 5 millions de personnes. Plusieurs chefferies de la région ont produit des œuvres d'art remarquables et souvent imposantes.
Selon les vues actuelles, le Grassland est la terre d'origine des peuples agricoles qui au cours des 3 millénaires av. J.-C. coloniseront l'Afrique Australe lors de l'expansion bantoue, aux dépens de populations pastorales ou de chasseurs-cueilleurs comme les Khoïsan.

## Géographie

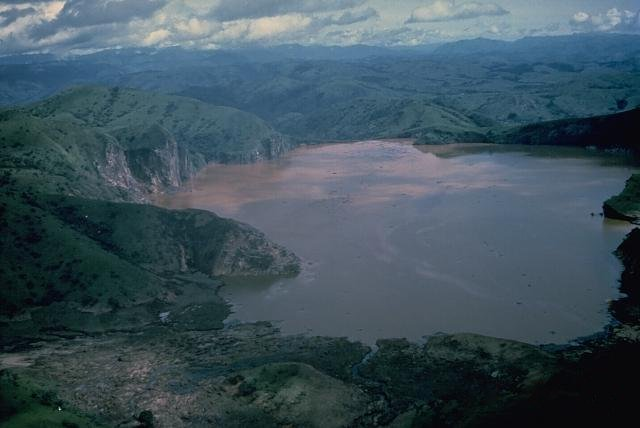
Lac Nyos et massif du mont Oku

L’altitude de ces plateaux se situe entre 1 000 et 1 800 mètres, dans le prolongement du mont Cameroun. Ils sont dominés par des sommets tels que le Bamboutos, le mont Manengouba et le mont Oku, d’une altitude supérieure à 2 000 mètres.
La terre y est fertile et a favorisé la production à grande échelle de café,  de thé, parfois aux dépens des cultures vivrières nécessaire à une population de plus en plus nombreuse. La faune sauvage et le couvert forestier ont également fait les frais de cette expansion.
C’est dans cette région que se produisit en 1986 l’éruption limnique du lac Nyos — une explosion naturelle de gaz — qui fit près de 1 700 victimes dans les villages environnants.

## Histoire
Les fouilles archéologiques ont démontré que cette région a été habitée de manière ininterrompue par des populations de chasseurs depuis le Néolithique, au Ve millénaire av. J.-C. Selon les travaux de J. P. Warnier et N. R. Asombang, certains groupes y auraient déjà vécu il y a plus de 10 000 ans av. J.-C.. Ce serait lelequel ils commencèrent à se répandre vers le sud du continent il y a 5 000 ans,.

## Culture

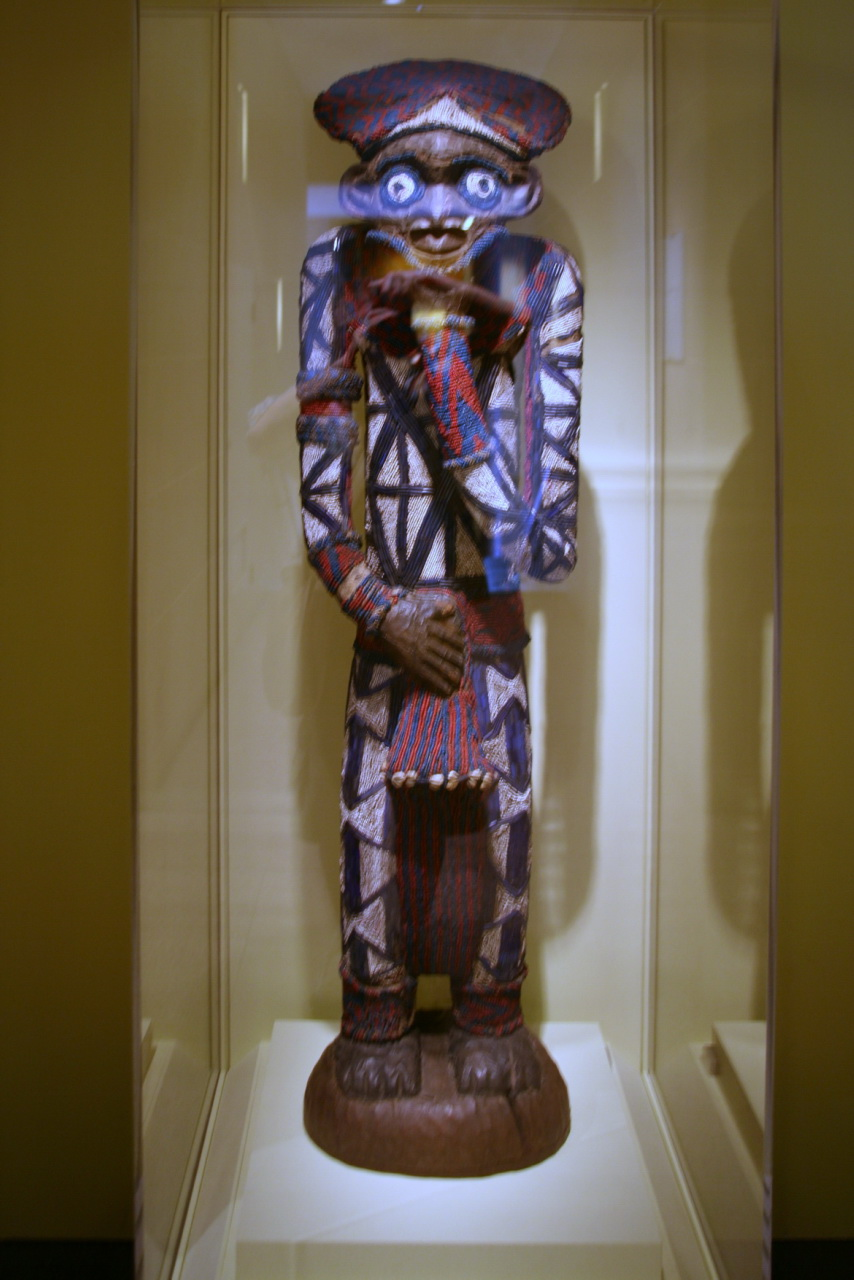
Sculpture perlée bamoun

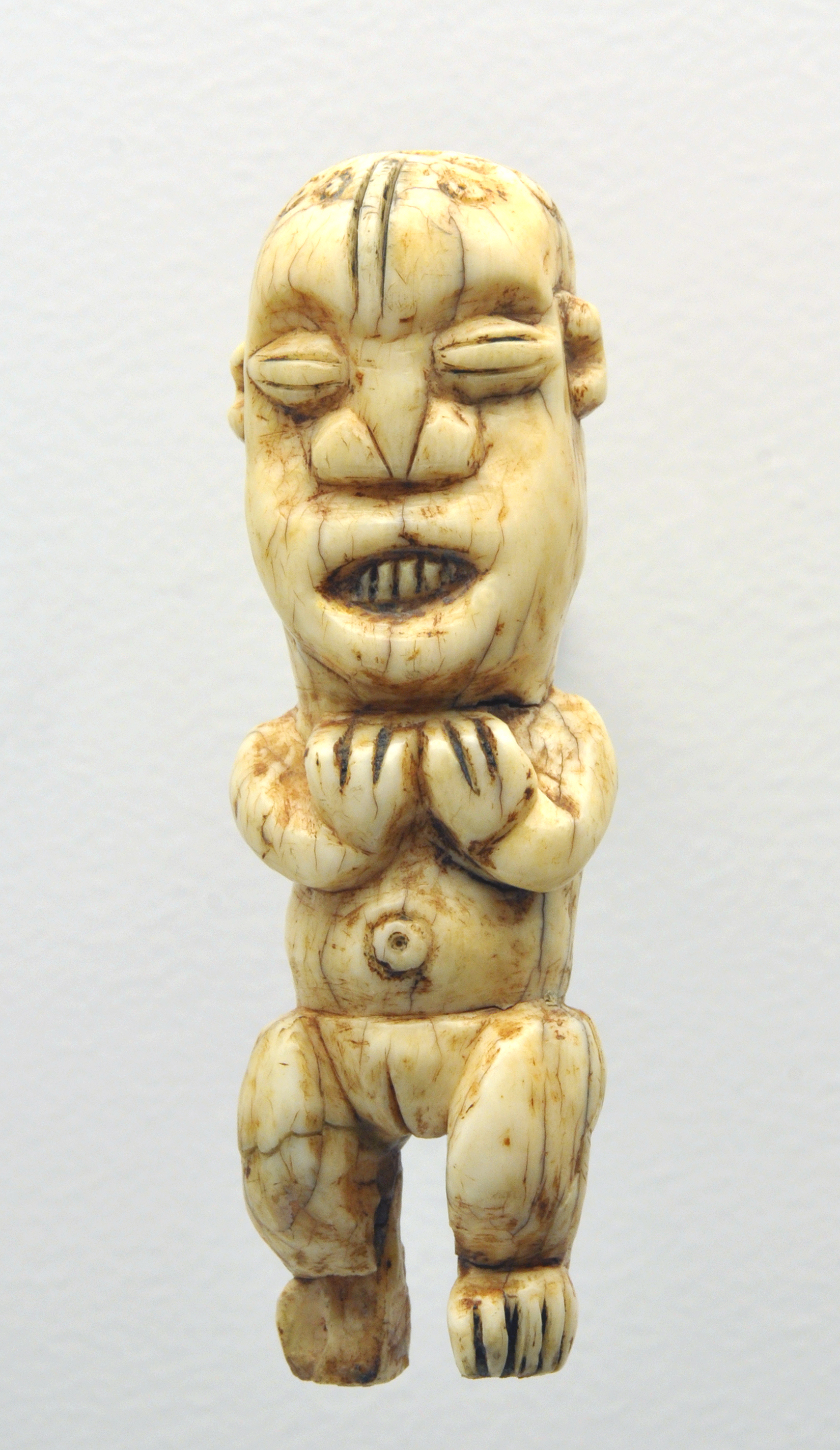
Amulette des hauts plateaux de l'ouest, au Cameroun.

Les expressions artistiques de cette région — architecture palatiale, objets perlés — sont largement reconnues, surtout celles des Bamilékés, mais les contributions d’autres groupes ethniques tels que les Bamouns ou les Tikar, sont également significatives.

## Faune
On compte plusieurs oiseaux chanteurs notamment répartis à travers le Grassland : le bulbul concolore, le bulbul à ventre jaune, le bulbul à gorge grise, le bulbul olivâtre le cossyphe d'Isabel, le poliolaïs à queue blanche, la prinia verte, le souimanga à tête bleue ou le zostérops du Cameroun.